# Moontrap
Moontrap (Pericol pe Lună) este un film SF de groază din 1989 regizat de Robert Dyke, scris de Tex Ragsdale și produs de Dyke, John Cameron, James A. Courtney și Stephen A. Roberts. Rolurile principale au fost interpretate de actorii Walter Koenig și Bruce Campbell. A fost lansat la  28 aprilie la WorldFest Houston. A avut o continuare direct-pe-DVD, Moontrap: Target Earth, în 2017, în regia lui Dyke.

## Prezentare
La 20 iulie 1969, în timpul ultimei faze a misiunii Apollo 11 pe Lună, un ochi de robot iese din solul lunar și observă modulul de aterizare în timp ce decolează. Ochiul se îngroapă din nou.
20 de ani mai târziu, naveta spațială Camelot întâlnește o navă spațială abandonată pe orbită în jurul Pământului. Comandantul misiunii, colonelul Jason Grant (Walter Koenig) părăsește naveta pentru a investiga. El descoperă un fel de minge (păstaie) maro-roșcată și un cadavru uman mumificat. Ambele sunt aduse înapoi pe Pământ, unde se constată că originea lor este de pe Lună în urmă cu aproximativ paisprezece mii de ani. La scurt timp după aceea, păstaia nesupravegheată prinde viață. Își construiește singură un corp cibernetic cu părți din laborator și bucăți din cadavrul antic. Cyborgul ucide un tehnician de laborator și are loc un schimb de focuri cu agenții de securitate înainte ca Grant să-l distrugă după ce-i trage de deasupra cu o pușcă în cap.
Folosind ultima astronavă Apollo finalizată, Grant și colegul astronaut Ray Tanner (Bruce Campbell) merg pe Lună într-o misiune de căutare și distrugere. Ei descoperă ruinele unei civilizații umane străvechi. Înăuntru, ei găsesc o femeie în animație suspendată care se identifică într-un mod rudimentar ca fiind Mera (Leigh Lombardi). Mera dezvăluie mai târziu numele cyborgilor ucigași - Kaalium. Ei supraviețuiesc atacului unui păianjen Kaalium și se întorc la Modulul Lunar, Mera purtând propriul costum spațial, dar se dovedește că cyborgii Kaalium au furat modulul. Cyborgii Kaalium doboară și modulul de comandă, lăsându-i pe astronauți blocați pe Lună. În atacurile ulterioare ale cyborgilor Kaalium, Tanner este ucis, Grant și Mera sunt luați prizonieri, iar cyborgii Kaalium se îndreaptă spre Pământ cu o navă extraterestră.
Grant se eliberează și o salvează pe Mera de la moarte sigură în mâinile unui cyborg. Între timp, naveta spațială Intrepid este lansată pentru a intercepta nava extraterestră care se apropie. Grant și Mera caută camera de control și găsesc modulul lunar de aterizare, care a fost adaptat la nava extraterestră. Grant presupune că modulul a fost ultimul echipament metalic de care Kaalium aveau nevoie pentru a-și construi nava. El declanșează secvența de autodistrugere a modulului și, în timp ce sunt atacați de un membru al echipajului Kaalium, descoperă că își poate folosi arma automată ca o rachetă pentru a scăpa în spațiu. El și Mera ies printr-o breșă în carenă. Nava explodează după ce au ajuns la distanța de siguranță.
După o perioadă, Grant și Mera sunt prezentați ca un cuplu care trăiește pe Pământ. După ce a învățat să vorbească engleza, Mera explică că a fost pusă în stază pentru a-i avertiza pe alții despre Kaalium. Grant îi spune că nu trebuie să-și mai facă griji, că totul s-a terminat și o îmbrățișează. Cu toate acestea, una dintre păstăi a supraviețuit exploziei și se află acum într-un depozit de fiare vechi unde se pregătește să-și construiască un nou corp.
Pe măsură ce genericul de final se termină, se aude un scurt mesaj audio cu Grant vorbind la telefon cu un oficial NASA despre posibilitatea ca unele resturi să fi căzut pe Pământ în urma exploziei navei extraterestre. Oficialul neagă așa ceva și îl asigură pe Grant că orice s-ar fi prăbușit pe Pământ ar fi incinerat la intrare.

## Distribuție
- Walter Koenig - Colonel Jason Grant
- Bruce Campbell - Ray Tanner
- Leigh Lombardi - Mera
- Robert Kurcz - Koreman
- John J. Saunders - Barnes
- Reavir Graham - Haskell
- Tom Case - Beck